# Manolepis putnami
La culebra cabeza surcada (Manolepis putnami) es una especie de reptil perteneciente a la familia Dipsadidae. 

## Descripción
Esta especie posee una longitud total de hasta 57 cm en machos y 72 cm en hembras. El dorso es crema o gris claro, con una raya oscura a la mitad del dorso de 4 hileras de escamas de ancho. Esta raya se extiende de la parte superior de la cabeza a lo largo del cuerpo y cola. En machos, la raya dorsal es color café y estrechamente bordeada con café oscuro; en hembras, los bordes negros o café oscuros están más pronunciados y el centro de la raya es color café cremoso claro. Las hembras poseen una serie de puntos oscuros en los costados. Estos puntos se vuelven menos evidentes o desaparecen en la parte posterior del cuerpo. Una raya oscura ventrolateral, algunas veces reducida a dos hileras paralelas de rayas cortas, corre a lo largo del cuerpo. En machos, los puntos laterales y la raya ventrolateral están difuminadas o ausentes. Hembras son más oscuras del vientre que los machos. El mentón y la región ventral anterior de las hembras es usualmente negro; en machos, estas áreas solamente ligeramente más oscuras que el resto de la superficie ventral la cual es café claro. Hay usualmente 8 supralabiales, 9 (o 10) infralabiales, 1 (raramente 2) preoculares, 2 (raramente 3) postoculares, 1+2 temporales, 165-173 ventrales en machos y 174-182 en hembras, y 74-82 subcaudales divididas en machos y 57-71 en hembras.

## Distribución
Oeste de México. M. putnami ocurre a bajas y moderadas Elevaciones (hasta 1,900 m.) en la vertiente del Pacífico desde Nayarit al sur hasta el Istmo de Tehuantepec y la adyacente estribación oeste de la Sierra Madre de Chiapas. En el norte, la especie sigue elevaciones bajas hasta las barrancas de Río Grande de Santiago y ha sido encontrada tan lejos como Zapopan cerca de Guadalajara, Jalisco.

## Hábitat
M. putnami habita en bosque tropical caducifolio, bosque semicaducifolio y bosque de pino-encino. Es diurno, terrestre que parece ser más activa durante la temporada húmeda de junio a octubre. Es un constrictor y se alimenta principalmente de lagartijas especialmente Aspidoscelis y lagartijas espinosas (Sceloporus). Las hembras ponen hasta 10 huevos. Un juvenil encontrado en Guerrero durante el final de la temporada de lluvias.

## Estado de conservación
Se encuentra enlistada dentro de la IUCN como una especie con menor preocupación (LC).